# Eduardo de Deus
Eduardo Rodrigues dos Santos de Deus Junior, född 8 oktober 1995, är en brasiliansk friidrottare som tävlar i häcklöpning. Han deltog vid olympiska sommarspelen 2020 och 2024.
År 2024 blev de Deus brasiliansk mästare på 110 meter häck.

## Personliga rekord
- 110 m häck: 13,27 s, 27 april 2022 i São Paulo
  - 60 m häck (inomhus): 7,58 s, 28 januari 2024 i Cochabamba (sydamerikanskt rekord)